# 萊特下冰川
77°25′S 163°0′E / 77.417°S 163.000°E
萊特下冰川是南極洲的冰川，位於維多利亞地，最終與威爾遜皮德蒙特冰川匯流，以英國探險隊的物理學家命名，現時由南極條約體系管理。

## 外部連結
- USGS GNIS detail